# Anairetes nigrocristatus
Chifrudo-negro ou tourinho-de-crista-preta (Anairetes nigrocristatus) é uma espécie de ave da família Tyrannidae.
Pode ser encontrada nos seguintes países: Equador e Peru.
Os seus habitats naturais são: regiões subtropicais ou tropicais húmidas de alta altitude e matagal tropical ou subtropical de alta altitude.